# Thomas Domenig
Thomas Domenig (* 15. März 1933 in Chur) ist ein Schweizer Architekt. Seine Wohnüberbauungen mit Hochhäusern prägen heute die Skyline der Stadt Chur.

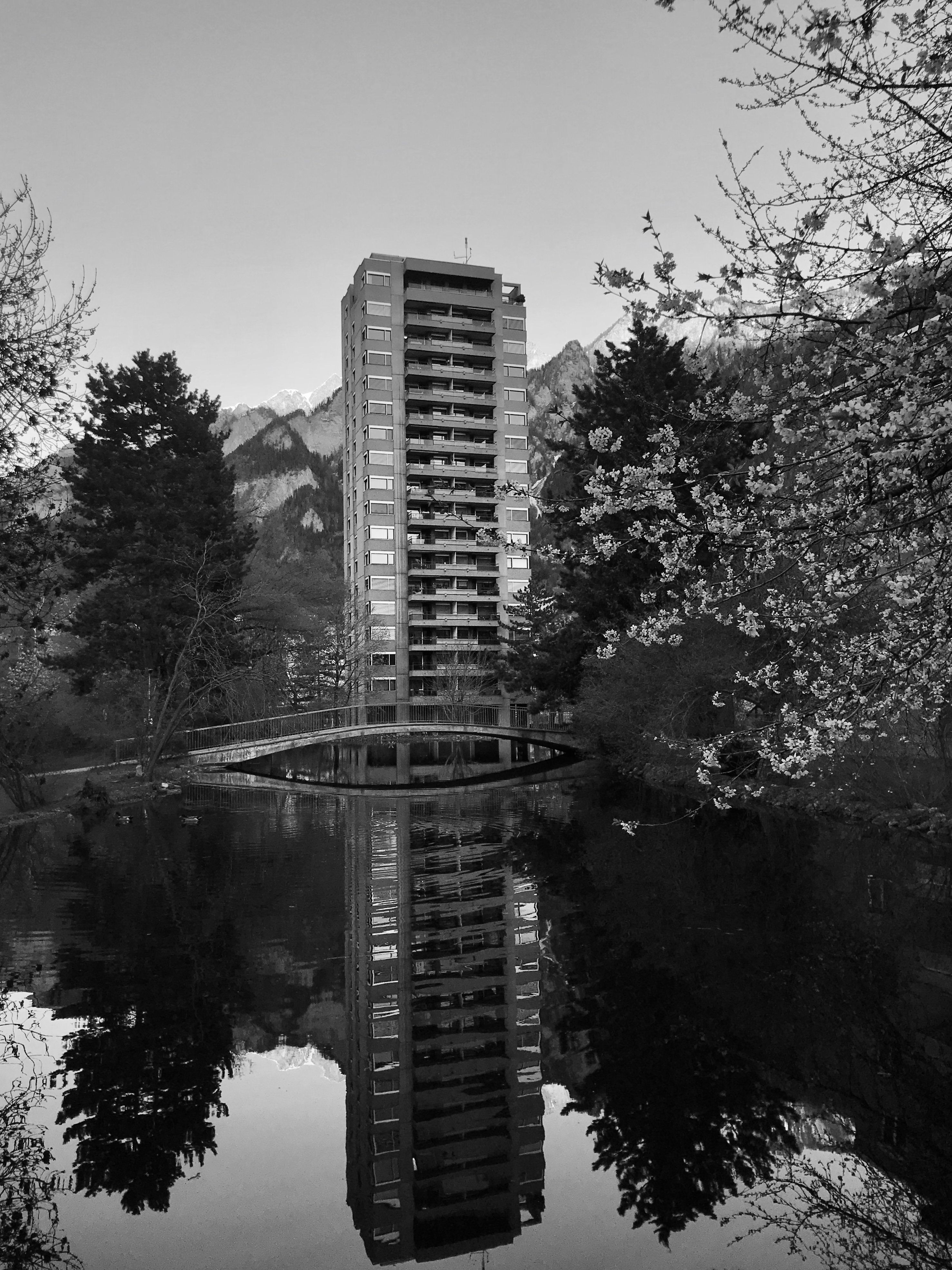
Hochhaus, Lacuna-Chur

## Werdegang
Nach seiner Schulzeit in Chur studierte Domenig an der ETH Zürich Architektur. Ein Jahr lang arbeitete er als Assistent bei William Dunkel, dann trat er 1958 in das 1933 gegründete Architekturbüro seines Vaters Thomas Domenig-Clavuot ein, das schon damals zahlreiche markante Bauten in Chur errichtet hatte. Als ersten Quartierplan Churs realisierte er den Solaria-Park, weitere Quartierpläne folgten.
Das erste grosse zusammenhängende Werk entstand Ende der 1960er-Jahre, das Lacunaquartier mit den fünf markanten Hochhäusern, die schweizweit Aufsehen erregten. Daneben baute Domenig weitere Wohnhäuser, Schul- und Geschäftshäuser und Gewerbebauten. 1974 übernahm Domenig das Büro seines Vaters und spezialisierte sich auf Quartierplanung. So entsteht derzeit (2014) im Westen der Stadt das neue Quartier Chur West, zu dessen Gestaltung das Büro Domenig massgeblich mitbeteiligt war. Heute führen seine Söhne Jon und Thomas Domenig das Unternehmen. Der Immobilienbesitz umfasst über 90 Wohn- und Geschäftsbauten. Dazu gehört unter anderem das 140 Millionen Franken teure Einkaufszentrum "City West" mit den beiden Hochhäusern und einem Hotel.

## Engagement
Domenig, der als harter, aber fairer Geschäftspartner gilt und für den die Behörden oft zu träge und bürokratisch agierten, engagierte sich immer wieder für gemeinnützige Projekte. So unterstützte er als Präsident und Mäzen jahrelang den Eishockeyclub EHC Chur, rettete die Churer Luftseilbahn Brambrüesch vor der Pleite und baute sie neu. 1981 errichtete er auf privater Basis das Hallenstadion der Stadt. Durch sein Engagement wurde auf dem Areal der alten Pulvermühle ein Tier- und Freizeitpark gebaut. 

## Namibia

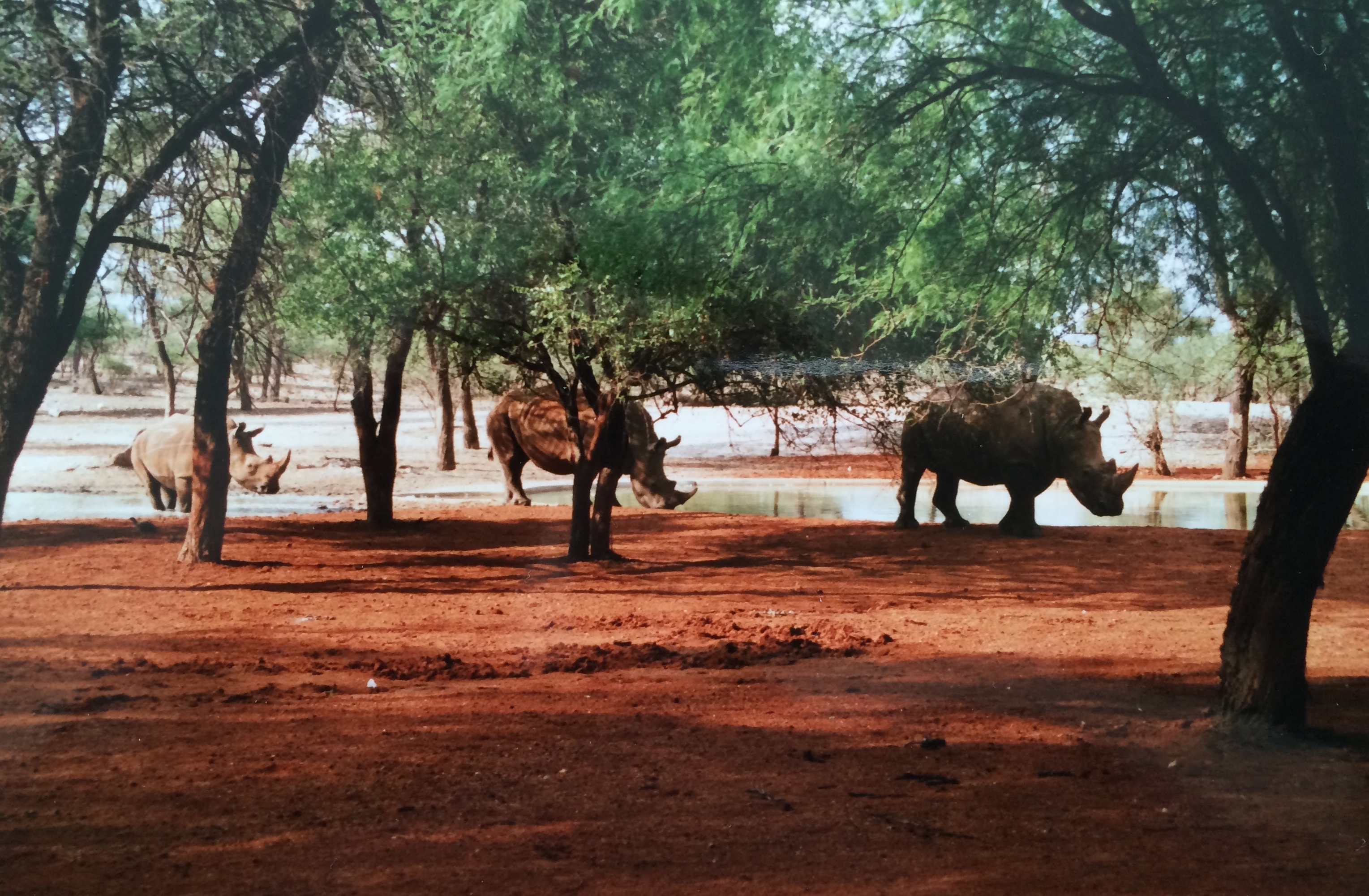
Nashörner beim Gästehaus in der Omaruru Game Lodge

Gut die Hälfte des Jahres verbringt Domenig zusammen mit seiner Frau Marianne in seiner zweiten Heimat, seinem eigenen Wildpark in Namibia, wo er sich 1994 bei Omaruru mit dem Erwerb eines Landstücks und dem Aufbau eines Tierparks einen Jugendtraum verwirklichte. Die Farm liegt nördlich von Windhoek und umfasst ein Gebiet von 35 Quadratkilometern. In der Omaruru Game Lodge werden Gäste untergebracht, die tagsüber die zahlreichen Wildtiere beobachten können.

## Ehemalige Mitarbeiter
- Rudolf Fontana[6]
- Gert Wimmer